# Lillian Wald

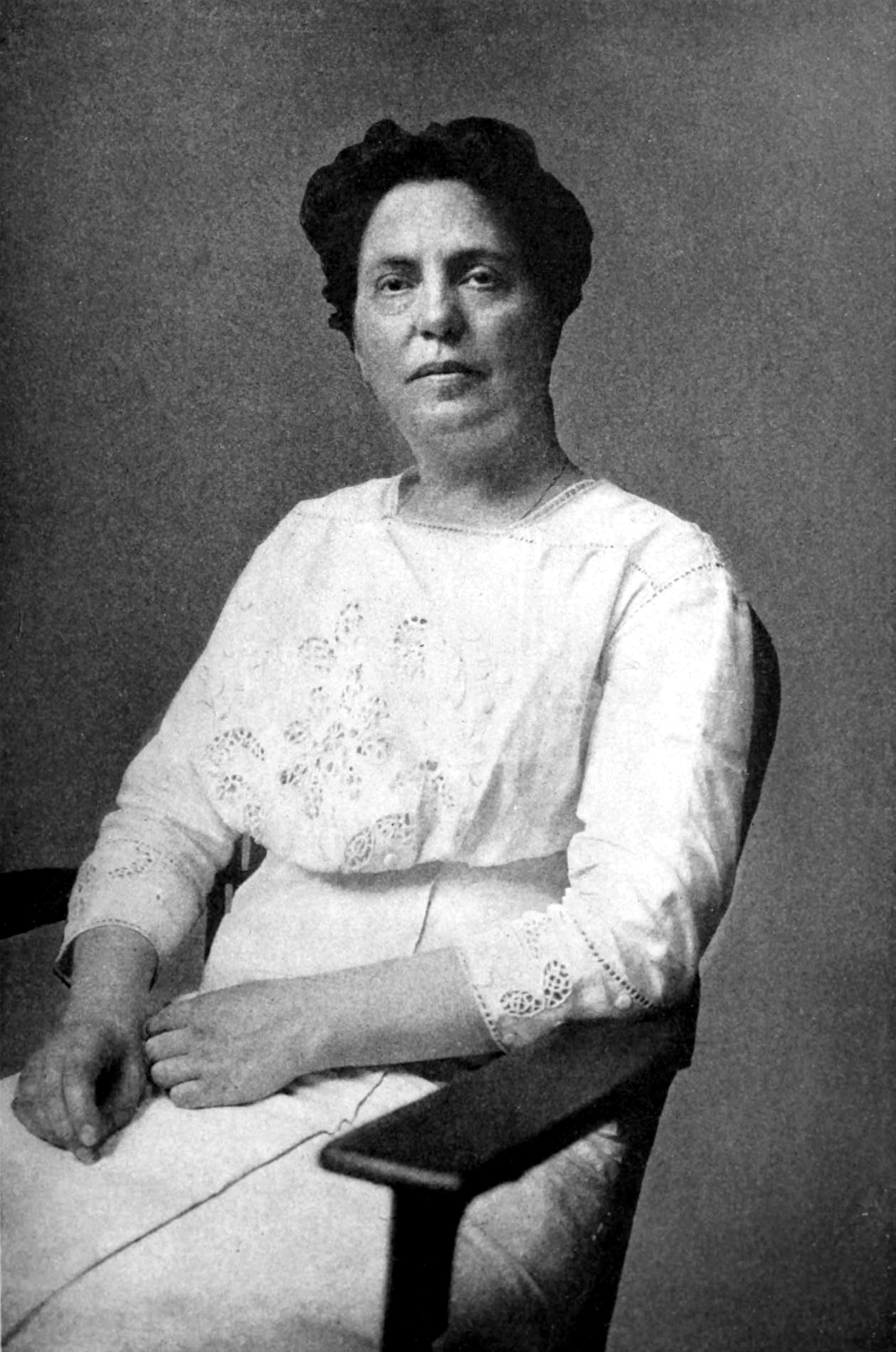
Lillian Wald

Lillian D. Wald (* 10. März 1867 in Cincinnati, Ohio; † 1. September 1940 in Westport, Connecticut) war eine US-amerikanische Krankenschwester sowie Gründerin und langjährige Direktorin des Sozialprojekts Henry Street Settlement in New York City.

## Leben
Nach dem Besuch der Miss Cruttenden's Boarding and Day School for Young Ladies in Rochester begann Lillian Wald, die aus einer deutsch-polnisch-jüdischen Familie stammte, 1883 ein Studium an der Krankenpflegeschule des New York Hospital und war dann als Krankenschwester tätig. 1891 nahm sie ein Studium der Medizin am Women’s Medical College auf. Während des Studiums wurde sie dazu eingeteilt, häusliche Krankenpflege in der dichtbesiedelten East Side von Manhattan zu unterrichten.
Ihre Ankunft in dem Viertel besprieb sie später in ihren Memoiren mit den Worten:
„Über brüchige Fahrbahnen...übelriechender Geruch der Vergangenheit, offene Mülltonen, über einen Hof, wo offene und nicht abgeschirmte Toiletten wahllos von Männern und Frauen benutzt wurden.“
‚Over broken roadways... past evil-smelling, uncovered garbage cans... across a court where open and unscreened closets [toilets] were promiscuously used by men and women.‘
Betroffen von den dortigen Zuständen beschloss sie, das Medizinstudium zu beenden und sich der Krankenpflege als Lebensaufgabe zu widmen. Zusammen mit ihrer Kommilitonin Mary Brewster mietete sie eine Wohnung in einem Mietshaus und gründete 1893 den Henry Street Visitin Nurse Service, der medizinische Dienste an Patienten anbot, die sich den Besuch eines Arztes finanziell nicht leisten konnten und der Rechnungen nur an diejenigen ausstellte, die in der Lage waren, diese zu bezahlen.
Aus diesem Krankenpflegedienst entstand das wegweisende Sozialprojekt Henry Street Settlement. Dieses konnte durch die finanzielle Unterstützung des Bankiers Jakob Heinrich Schiff nach 1895 auf neue und größere Wohnquartiere erweitert werden. Innerhalb weniger Jahre stellte die Organisation die Gesundheitsfürsorge für Tausende New Yorker sicher. Daneben betrieb die Einrichtung über Jahre hinweg die erste öffentliche Krankenpflegeschule der Stadt sowie Sommerferienlager für benachteiligte Kinder.
Lillian Wald gilt heute als „Begründerin der häuslichen Krankenpflege und der Sozialstationen“ in den USA und Kanada.
Daneben war sie eine ausgesprochene Pazifistin, die auch für die Verbesserung des Wohnungsbaus in ärmeren Stadtviertel und das Verbot von Kinderarbeit eintrat. Des Weiteren war sie nicht nur Mitglied des Amerikanischen Roten Kreuzes, sondern auch Mitgründerin der National Association for the Advancement of Colored People (NAACP) 1909 sowie der Women’s International League for Peace and Freedom im Jahr 1915.

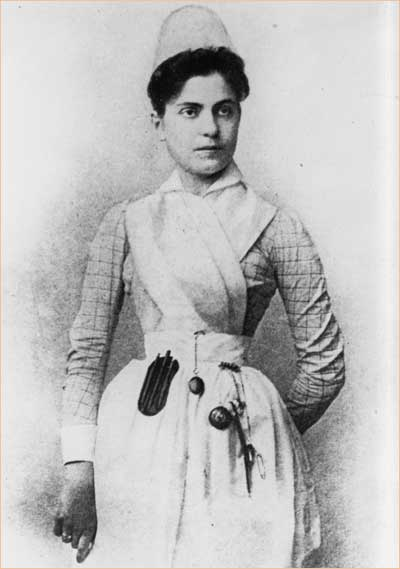
Lillian Wald

Nach dem Tode von Lillian Wald, die bis 1930 als Direktorin des Henry Street Settlement tätig war, entstanden innerhalb der Organisation auch ein Kreditinstitut und eine Psychiatrische Klinik.
Ihre Erinnerungen an die Gründung und die Arbeit des Sozialprojekts veröffentlichte sie in zwei Autobiografien: 1911 erschien zunächst The House on Henry Street, dem 1934 Windows on Henry Street folgte.
Lillian Wald, die zu den bedeutenden jüdisch-amerikanischen Persönlichkeiten des 19. und 20. Jahrhunderts gehört, wurde einhundert Jahre nach Gründung des Henry Street Settlement 1993 in die National Women’s Hall of Fame aufgenommen. Sie wurde unter anderem auch durch die posthume Aufnahme in die Hall of Fame for Great Americans in New York City geehrt.